# Asterivora combinatana
Asterivora combinatana là một loài bướm đêm thuộc họ Choreutidae. Nó được tìm thấy ở New Zealand.
Con trưởng thành bay từ tháng 10 đến tháng 4. Đây là một day flying species.
Ấu trùng ăn Senecio bellidioides. 